# Непознати Крушедолци
Непознати Крушедолци (XVI в.), српски средњовековни песници који су припадали братству манастира Крушедола од првих деценија до краја XVI века. 

### Крушедолска књижевна баштина
Крушедолска монахиња Ангелина, удова деспота Стефана Бранковића, у Крушедолу је са сином Ђорђем, у монаштву Максимом, подигла манастир (храм Матере Божије) после 1509. године и надживела своју децу (умрла 1516. или 1520). У Крушедолу, где почивају мошти сремских Бранковића, Стефана и Ангелине и њихових синова деспота Јована и архиепископа Максима, после њихове смрти почео се стварати култ Бранковића. Тако су најпре настале надахнута Служба светој мајки Ангелини Бранковић (око 1530), у којој је „српска срењовековна химнографија достигла један од својих врхунаца“ (Димитрије Богдановић), и Служба архиепископу Максиму, у којој се износи кратка и трагична историја Бранковића, по животописцу, последњих изданака немањићке лозе. Последњих деценија XVI века написане су Служба светом деспоту Јовану Бранковићу, у којој су забележене појединости из деспотовог живота, борбе и отпор „Агарјанима“ и чуда око његовог гроба, и Заједничка служба светим деспотима Бранковићима, у којој се славе последњи Бранковићи и помињу турска насиља после пада Темишвара 1552. и читаве данашње територије Војводине под Османлијско царство. Стихире светом деспоту Јовану Бранковићу, иако настале читав век касније (1687), такође су дело једног непознатог Крушедолца и део крушедолске песничке баштине која је славила Бранковиће. 

### Превод на савремени српски језик
- Служба архиепископу Максиму, превео Димитрије Богдановић, ред. превода Ђорђе Трифуновић и Димитрије Богдановић, у: „Србљак“ 2, Београд, СКЗ, 1970, 465–499.
- Служба светој мајки Ангелини Бранковић, превео Димитрије Богдановић, ред. превода Ђорђе Трифуновић и Димитрије Богдановић, у: „Србљак“ 3, Београд, СКЗ, 1970, 7–49.
- Служба светом деспоту Јовану Бранковићу, превео Димитрије Богдановић, ред. превода Ђорђе Трифуновић и Димитрије Богдановић, у: „Србљак“ 3, Београд, СКЗ, 1970, 51–131.
- Заједничка служба светим деспотима Бранковићима, превео Димитрије Богдановић, ред. превода Ђорђе Трифуновић и Димитрије Богдановић, у: „Србљак“ 3, Београд, СКЗ, 1970, 133–209;
- Стихире светом деспоту Јовану Бранковићу, превео Димитрије Богдановић, ред. превода Ђорђе Трифуновић и Димитрије Богдановић, у: „Србљак“ 3, Београд, СКЗ, 1970, 393–395.